# Рожков, Николай Александрович
Никола́й Алекса́ндрович Рожко́в (24 октября [5 ноября] 1868 года, Верхотурье, Пермская губерния, Российская империя — 2 февраля 1927 года, Москва, СССР) — русский и советский историк и политический деятель.
Член РСДРП с 1905 г., с августа 1917 г. член ЦК партии меньшевиков, с мая по июль 1917 г. — товарищ (заместитель) министра Временного правительства, автор ряда трудов по русской истории, экономике сельского хозяйства России, экономической и социальной истории.

## Биография
Родился в дворянской семье учителя.

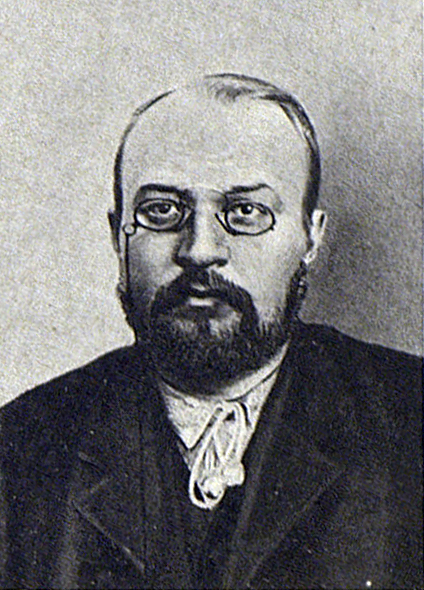
Рожков Николай Александрович, 1907 год

Окончил историко-филологический факультет Московского университета (1890), участвовал в студенческом движении. Учился на одном курсе с историком М. Н. Покровским. В 1891—1897 гг. преподавал древние языки в Пермской гимназии. В 1898—1906 гг. был приват-доцентом Московского университета. В 1896 г. сдал магистерский (кандидатский) экзамен, а в 1899 защитил диссертацию на тему «Сельское хозяйство Московской Руси в XVI в.». Научным оппонентом на защите был его научный руководитель историк В. О. Ключевский. В том же году диссертация вышла отдельной книгой и получила большую Уваровскую премию. В диссертации на большом материале впервые в отечественной историографии анализировался аграрный кризис, поразивший сельское хозяйство Московской Руси во второй половине XVI в.
Работа над диссертацией во многом предопределила дальнейшую специализацию Рожкова как историка: экономическая, в особенности аграрная, история, — а также его политические воззрения. Впоследствии Рожков писал, что в процессе подготовки диссертации стал «фактическим марксистом», поскольку убедился, что «экономика дает ключ к пониманию политики».
В начале XX в. Рожков — уже автор ряда научных работ и учебников и известный историк. Его статьи публикуются в различных журналах («Жизнь», «Образование», «Мир Божий», «Вестник воспитания») и научных сборниках.
В этот же период началось его участие в работе РСДРП. Совместно с А. А. Богдановым и А. В. Луначарским редактировал социал-демократический журнал «Правда». В 1905 г. стал членом РСДРП, примкнув к большевикам. Входил в редакцию газеты «Борьба», издававшейся литературно-лекторской группой Московского комитета РСДРП. В 1905-06 гг. являлся членом Московского, а в 1906-07 гг. — Петербургского комитета большевиков, сотрудник ряда большевистских изданий.
Однако уже в апреле 1906 г. на IV съезде РСДРП в своих взглядах разошелся с Лениным. Последний выдвинул новую аграрную программу РСДРП, предусматривавшую национализацию всех земель после победы революции. Рожков же являлся автором другой большевистской программы («аграрной программы социал-демократии в буржуазной революции»), предусматривавшей безвозмездную передачу т. н. отрезков и вообще всех арендованных крестьянами у помещиков и у государства земель крестьянским общинам. Эта программа была преемственна к прежней программе РСДРП, принятой на II съезде в 1903 г. Но большинством голосов большевистских депутатов была принята программа Ленина.
С 1906 г., после поражения декабрьского (1905 г.) вооруженного восстания в Москве, находился на нелегальном положении. Делегат V съезда РСДРП (1907 г.), на котором был избран в ЦК партии; в 1907—1908 гг. входил в Русское бюро ЦК РСДРП. В апреле 1908 г. был арестован, в 1910 г. сослан в Иркутскую губернию. В ссылке пробыл до февраля 1917 г.
В ссылке сошёлся с группой меньшевиков (И. Г. Церетели, В. С. Войтинский, С. Л. Вайнштейн, Ф. И. Дан и др.) и активно участвовал в совместной работе по выпуску различных журналов («Сибирское обозрение», «Сибирский журнал» и др.). Политические взгляды этой группы отличались от взглядов других социал-демократов. Так, по вопросу войны и мира они осуждали как разные формы «оборончества», которые представляли Г. В. Плеханов и А. Н. Потресов, так и ленинскую формулу «пораженчества». Группа Церетели выступала за мир без аннексий и контрибуций и, вместе с тем указывала на необходимость участия социал-демократов в обороне страны, если война перерастет в борьбу за «самосохранение нации».
Борис Николаевский, подружившийся с Рожковым в ссылке, впоследствии отмечал о том, как там проходила быстрая эволюция его мировоззрения: «Рожков-историк не мог не подметить огромной важности совершающегося в стране „процесса нарождения культурного капитализма“. Мысль о последнем стала центральной во всех его настроениях, конечно, очень далеко уходивших от правоверного ленинизма… Ленин выступил против него со всей присущей ему резкостью».
Самооценка Н. А. Рожкова на протяжении его творческого пути претерпевала явную эволюцию: в начале XX века он характеризовал свою научную позицию как «критический позитивизм» (видимо близко к эмпириокритицизму) или «позитивно-критическое миросозерцание», но уже в 1911 году определенно называл себя марксистом.
С 1912 года руководил в Иркутске редакциями меньшевистских газет «Молодая Сибирь» и «Новая Сибирь».
В январе 1915 получил право передвижения по Сибири, в результате чего смог переехать в Читу, а затем в Томск. В середине 1916 года отправлен на поселение в Новониколаевск, где вступил в местную организацию РСДРП и стал инициатором выхода социал-демократической газеты «Голос Сибири», в которой де-факто работал редактором (формально эту должность занимал К. Я. Растягаев).
Был против сотрудничества рабочих с военно-промышленными комитетами.
Февральская революция 1917 года застала Рожкова в Новониколаевске, где он стал товарищем председателя революционного комитета.
С марта 1917 года — товарищ председателя новониколаевского Комитета общественного порядка и безопасности, член городского комитета РСДРП.
В марте приехал в Москву, участвовал в создании группы социал-демократов — «объединенцев», одна из целей которых состояла в объединении левых течений и создания широкого революционного фронта. 27 апреля в газете «Пролетарий» в статье «Ответ т. И. И. Степанову» (на статью последнего в газете «Социал-демократ», № 30) Рожков призывал к объединению большевиков и меньшевиков.
Выступал с критикой большевиков, не поддерживавших идею объединения. 8 апреля опубликовал «Открытое письмо к Московской конференции большевиков», в котором писал, что «…захватная тактика большевиков… по своим объективным последствиям контрреволюционна теперь, при Временном правительстве, торжественно взявшем на себя обязательства, являющиеся залогом продолжения революции в интересах демократии» («Вперёд», 1917, 8 апреля).
Один из основателей Лиги аграрных реформ. 14 апреля в Московском областном бюро Советов РСД сделал доклад об аграрной реформе, в котором предлагал всю землю, за исключением частновладельческой (от 50 до 120 десятин), передать в распоряжение государства. 23 июня в докладе по аграрному вопросу на 2-м Всероссийском съезде Лиги аграрных реформ выступил с идеей национализации крупных и средних землевладений.
17 мая стал товарищем министра почт и телеграфа (министром был И. Г. Церетели). Летом 1917 г. предлагал меньшевикам и эсерам сформировать «чистосоциалистическое» правительство, без кадетов, для которого даже подготовил программу реформ. Спустя несколько лет писал в своем историческом труде, что Временное правительство «бездействовало», а кадеты «занимались неделанием, саботированием программы правительства». Когда в августе А. Ф. Керенский составил новое коалиционное правительство, Рожков подал в отставку, принятую 1 августа Временным правительством.
Октябрьскую революцию Рожков не поддержал, оценив её как преждевременный антидемократический переворот:

…мы видим… главную причину, влиявшую на ход революции: это некультурность, малосознательность, стихийность масс. Эта причина… не вина масс. Она их беда, несчастье России… Такой урок теперь дан большевистской диктатурой: она учит, как не следует делать социалистическую революцию— 
В то же время на чрезвычайном съезде меньшевиков (30 ноября — 7 декабря) вместе с лидерами партии Ю. О. Мартовым и Ф. И. Даном выступил против вооруженной борьбы с большевиками.
В течение 1917—1918 гг. много раз выступал с лекциями на политические и экономические темы, выпустил ряд брошюр. Написал ряд статей в газете «Новая жизнь»: 9 января 1918 г. вышла его статья «Довольно безумия», критиковавшая большевиков за разгон Учредительного Собрания; 20 января вышла статья «Советы», оценивавшая Советы как объединяющую силу раздробленных социалистических партий; 9 апреля 1918 г. вышла статья «Плоды продовольственной диктатуры», критиковавшая продовольственную политику Советской власти.
11 января 1919 г. Рожков написал письмо Ленину, в котором призвал отказаться от политики военного коммунизма, ведущей страну к «страшной катастрофе», и ввести рыночные отношения, новую экономическую политику с «социалистической целью». Не удовлетворившись ответом Ленина, 4 февраля написал ему второе письмо с похожим содержанием. Фактически ещё ранее, в ряде статей 1918 года, а также статей, написанных в течение 1919—1920 гг., Рожков развивал и пропагандировал идеи НЭПа.
В марте 1921 г. был арестован. На допросе заявил, что уверен в гибели Советской власти, но вести борьбу с ней не будет. Был помещен в Петропавловскую крепость, но вскоре выпущен. Вновь арестован в 1922 году по списку членов Объединенного совета профессоров Петрограда. Политбюро ЦК РКП(б) от 26 октября и 7 декабря 1922 года принимало специальные постановления в отношении Рожкова. 26 октября оно постановило выслать ученого за границу. Однако, учитывая его заявление о выходе из партии меньшевиков и его согласие сотрудничать с советской властью, это решение отменили. Ленин предложил заменить высылку за границу ссылкой в Псков с условием держать его под строгим надзором.
В Пскове Рожков преподавал в местном педагогическом институте. По возвращении в Москву летом 1924 г. читал лекции в Академии коммунистического воспитания, в Институте красной профессуры, в 1-м МГУ, в других вузах. В 1926 г. Рожков был назначен директором Государственного исторического музея.
В последние годы жизни ученый работал над своим наиболее крупным трудом — двенадцатитомной «Русской историей в сравнительно-историческом освещении (основы социальной динамики)» (т. 1-12, 1918—1926), который завершил незадолго до своей смерти 2 февраля 1927 г.

## Научные взгляды и оценки деятельности
Рожков был не только ученым-теоретиком, но и ученым-практиком, и отчасти его участие в политике было связано именно с этим. Обстоятельства его жизни сложились таким образом, что он рано (уже в 1905 г.) примкнул к руководству РСДРП, и в течение последующих 15 лет неоднократно выступал как принципиальный оппонент Ленина по различным теоретическим вопросам. На IV съезде РСДРП (1906 г.) он выдвинул собственную аграрную программу от фракции большевиков, противоречащую ленинской программе, в 1911 г. он критиковал философскую концепцию Ленина, с 1917 по 1920 г. он выступал с критикой теории и практики диктатуры пролетариата, продовольственной политики большевиков и политики военного коммунизма. И хотя у Ленина в связи с этим были особенные мотивы не любить Рожкова и писать: «этот человек есть и будет, вероятно, нашим врагом до конца», — тем не менее, он не выслал его из страны в 1922 г. вместе с 300 других историков и социологов на т. н. философском пароходе, а нашел целесообразным оставить в стране, хотя и «под надзором». Возможно, Ленин понимал, что без таких ученых-практиков, пусть даже записанных во «враги», новая власть будет нежизнеспособной, так как некому будет её спасать от её собственных ошибок.
Об этом свидетельствуют и следующие факты. Реформы в аграрной области после октября 1917 г. Ленин осуществлял вовсе не по той программе, которую по его настоянию принял IV съезд РСДРП (национализация земли в пользу государства), а по программе Рожкова (передача помещичьей земли непосредственно крестьянам), или во всяком случае по схеме, очень близкой к тому, что ранее предлагал Рожков. НЭП тоже был введен Лениным в начале 1921 года в соответствии с рекомендациями Рожкова и вопреки всем тем теориям и стратегиям, которые перед этим разработал сам Ленин.
Что касается оценок деятельности Рожкова как ученого-теоретика, то ряд историков в своих трудах ссылался на него как на признанного авторитета в области аграрной истории России и в области экономики сельского хозяйства. Например, американский историк Дж. Блум использовал выводы Рожкова относительно кризиса русского сельского хозяйства в конце XVI в. и ряд других его выводов; М. Покровский ссылался на проведенный Рожковым анализ взаимосвязи хлебных цен и урожаев зерна. Как указывает д.и.н. О. В. Волобуев, труд Рожкова «Сельское хозяйство Московской Руси в XVI в.» считается значительным вкладом в изучение экономической истории России.
В отличие от работ других историков конца XIX — начала XX вв. (С. Соловьева, В. Ключевского, С. Платонова и т. д.), в трудах Рожкова большое внимание уделялось не только общей истории, но также экономической и демографической истории России, содержалось много уникальных данных в данной области, а также его собственных оценок. Экономической истории посвящены как специальные работы («Сельское хозяйство Московской Руси в XVI в.»; «Город и деревня в русской истории», «Эволюция хозяйственных форм» и др.), так и его основной труд («Русская история в сравнительно-историческом освещении»), который содержит много информации по экономике и демографии России с древнейших времен и вплоть до 1920-х гг. — и не только по экономике сельского хозяйства, но и по экономике промышленности и другим вопросам. Все это позволяет отнести Рожкова к числу крупных экономических историков России. Так, в статье к.э.н. Д. Я. Майдачевского говорится, что Николай Александрович стал «подлинным лидером отечественной экономической историографии», Рожков также назван «ревностным и успешным работником в области экономической истории».
Наряду с экономической историей, немалое место в трудах Рожкова отведено социальной истории, чему также посвящены некоторые его специальные работы («Обзор русской истории с социологической точки зрения»; «Основные законы развития общественных явлений» и др.). В ссылке он написал работу по философии («Основы научной философии», 1911 г.), в которой подверг критике труд Ленина «Материализм и эмпириокритицизм».
Взгляды Рожкова на исторические явления во многом совпадали со взглядами В. Ключевского, М. Покровского и других историков той эпохи. Он являлся сторонником теории «торгового капитализма» Покровского и пошел ещё дальше, выделив два типа феодализма — торговый и неторговый.
Современные историки полагают, что ряд высказанных им новых идей в целом представлял собой новую историческую концепцию, которой на фоне политических бурь начала XX в. не было уделено должного внимания, а позднее она подверглась критике и была отвергнута советской исторической наукой. В основе этой исторической концепции лежало представление об определяющей роли экономического фактора в развитии общества, значительная роль придавалась также демографическому фактору. По мнению доктора исторических наук О. В. Волобуева, «в теоретическом отношении историко-социологическая концепция Рожкова представляет собой целостную и завершенную модель всемирной истории…».
Рожковым была предложена новая периодизация русской истории, отличная от той, которая существовала и в официальной «дворянской» историографии XVIII—XIX вв., и в официальной советской историографии 1930—1980-х гг. Так, эпоху Петра I он рассматривал не как «начало новой эры» в русской истории, а как продолжение «эпохи дворянской революции», начавшейся столетием ранее. Эта периодизация соответствовала выводам В. Ключевского, М. Покровского и других историков, указывавших на то, что все реформы Петра I были продолжением реформ, последовательно осуществлявшихся дворянской верхушкой и русскими царями с начала — середины XVII в. Как писал Рожков, «наивный» взгляд на царствование Петра I как новую эпоху развития России, преобладавший до второй половины XIX в., устарел и не соответствует новым открывшимся фактам.
Отечественную историю Рожков рассматривал как чередование эволюционных и революционных эпох, при этом мотивами для «дворянской революции» XVII—XVIII вв., по его мнению, служили особые интересы небольшой социальной группы (бояр и дворянства), а мотивами для революционных скачков в XIX — начале XX вв. являлись интересы ускорения развития страны и преодоления её отставания от Запада.
В целом его взгляды на исторический процесс сильно отличались как от марксизма-ленинизма, так и от того взгляда на русскую историю, который стал насаждаться в 1930-е гг. и впоследствии стал основой официальной советской исторической науки. За это Рожков впоследствии подвергся в СССР критике за «эклектичность историко-социологических взглядов» и «ошибочную периодизацию исторического процесса». И столь же отличными от коммунистической идеологии были его политические взгляды, что предопределило его неспособность «ужиться» с Советской властью, аресты и ссылки, которым он подвергся в начале 1920-х гг.
Рожков с воодушевлением воспринял переход к НЭПу в 1921 г., к введению которого он ранее призывал Ленина. Но незадолго до смерти в своем большом научном труде он указывал на усиление отсталости русского сельского хозяйства и проблемы в промышленности страны, которые НЭП так и не смог исправить. Это свидетельствует о его исключительной объективности как историка.
В Австралии (штат Новый Южный Уэльс) работает Центр по изучению наследия Н. А. Рожкова (Rozhkov Historical Research Centre). Директор центра, профессор Джон Гонсалес, написал ряд статей по многим аспектам жизни Рожкова и опубликовал первую его английскую биографию «An Intellectual Biography of N.A. Rozhkov: Life in a Bell Jar».

## Научные труды
- «Сельское хозяйство Московской Руси в XVI в.» (М., 1899 г.)
- «Город и деревня в русской истории» (СПб, 1902)
- «Обзор русской истории с социологической точки зрения» (ч. 1-2, М., 1903—1905 гг.)
- «Эволюция хозяйственных форм» (С-Пб., 1905 г.)
- Рожков Н. «К аграрному вопросу» Москва, Колоколъ,1905 г.
- «Исторические и социологические очерки» Сб. ст. (ч. 1-2, М., 1906 г.)
- «Происхождение самодержавия в России» (М., 1906 г.)
- «Основные законы развития общественных явлений (Краткий очерк социологии)» (М., 1907 г.)
- «Основы научной философии» (1911 г.)
- «К истории народного хозяйства в Сибири. Экономический быт Макаровской волости Киренского уезда в конце XVIII и первой половине XIX вв.» Известия ВСОИРГО. Иркутск, 1915, т. XLIV
- «Лекции по истории социализма, читанные на Октябрьских педагогических курсах в Петрограде» (П., 1918 г.)
- Рожков Н. «История России за последнее столетие» изд. 2. Петроград. 1918 г.
- «Из русской истории» (ч. 1-2, П., 1923 г.)
- «Русская история в сравнительно-историческом освещении (основы социальной динамики)» (тт. 1-12, П.-Л.-М., 1918-26 гг.)
- «К методологии истории промышленных предприятий». Историк-марксист, 1926, № 2.